# Atwood (Oklahoma)
Atwood és un poble dels Estats Units a l'estat d'Oklahoma. Segons el cens del 2000 tenia 113 habitants.

## Demografia
Segons el cens del 2000, Atwood tenia 113 habitants, 47 habitatges, i 32 famílies. La densitat de població era de 97 habitants per km².
Dels 47 habitatges en un 34% hi vivien nens de menys de 18 anys, en un 55,3% hi vivien parelles casades, en un 6,4% dones solteres, i en un 29,8% no eren unitats familiars. En el 29,8% dels habitatges hi vivien persones soles el 14,9% de les quals corresponia a persones de 65 anys o més que vivien soles. El nombre mitjà de persones vivint en cada habitatge era de 2,4 i el nombre mitjà de persones que vivien en cada família era de 3.
Per edats la població es repartia de la següent manera: un 31% tenia menys de 18 anys, un 8,8% entre 18 i 24, un 21,2% entre 25 i 44, un 21,2% de 45 a 60 i un 17,7% 65 anys o més.
L'edat mediana era de 39 anys. Per cada 100 dones de 18 o més anys hi havia 116,7 homes.
La renda mediana per habitatge era de 29.167 $ i la renda mediana per família de 31.250 $. Els homes tenien una renda mediana de 38.125 $ mentre que les dones 9.750 $. La renda per capita de la població era de 14.040 $. Entorn del 13,3% de les famílies i el 20,4% de la població estaven per davall del llindar de pobresa.

## Poblacions més properes
El següent diagrama mostra les poblacions més properes.